# اسماع (البيضاء)
اسماع هي إحدى قرى الجمهورية اليمنية. وهي تتبع جغرافيًا لمحافظة البيضاء. وإداريًا لمديرية الطفه. يبلغ تعداد سكانها 2438 نسمة حسب الإحصاء الذي جرى عام 2004.